# NGC 7074
NGC 7074 ist eine kompakte Galaxie vom Hubble-Typ C im Sternbild Pegasus nördlich des Himmelsäquators. Sie ist schätzungsweise 163 Millionen Lichtjahre von der Milchstraße entfernt und hat einen Durchmesser von etwa 30.000 Lichtjahren. Die Galaxie besitzt einen doppelten Galaxienkern.
Im selben Himmelsareal befindet sich u. a. die Galaxie NGC 7085.
Das Objekt wurde am 16. Oktober 1863 von dem  Astronomen Albert Marth entdeckt.